# West of Scotland Championships 2016
Die West of Scotland Championships 2016 im Badminton fanden vom 22. bis zum 23. Oktober 2016 in Glasgow statt.

## Sieger und Platzierte
| Disziplin    | Gold                            | Silber                              | Bronze                            |
| ------------ | ------------------------------- | ----------------------------------- | --------------------------------- |
| Herreneinzel | Kieran Merrilees                | Matthew Carder                      | Alexander Dunn                    |
| Herreneinzel | Kieran Merrilees                | Matthew Carder                      | Ben Torrance                      |
| Dameneinzel  | Julie MacPherson                | Holly Newall                        | Zsuzsanna Kálcza                  |
| Dameneinzel  | Julie MacPherson                | Holly Newall                        | Rachel Cameron                    |
| Herrendoppel | Alexander Dunn Keith Turnbull   | Christopher Grimley Matthew Grimley | Matthew Carder Ben Torrance       |
| Herrendoppel | Alexander Dunn Keith Turnbull   | Christopher Grimley Matthew Grimley | Jamie Neill Steven Stewart        |
| Damendoppel  | Rebekka Findlay Caitlin Pringle | Julie MacPherson Ciara Torrance     | Kirsten Berry Holly Newall        |
| Damendoppel  | Rebekka Findlay Caitlin Pringle | Julie MacPherson Ciara Torrance     | Emma Cook Viktoria Tsvetanova     |
| Mixed        | Adam Hall Julie MacPherson      | Keith Turnbull Kirsten Berry        | Robbie Patterson Sarah Sidebottom |
| Mixed        | Adam Hall Julie MacPherson      | Keith Turnbull Kirsten Berry        | Ciar Pringle Caitlin Pringle      |